# Paracapillaria
Genre
Paracapillaria est un genre de nématodes de la famille des Capillariidae.

## Description
Le stichosome est constitué d'une unique rangée de stichocytes. Chez le mâle, l'extrémité postérieure est dépourvue de palettes caudales contrairement à d'autres Capillariidae. La bourse membraneuse est soutenue par deux projections latérales digitées. L'ouverture cloacale possède deux grosses papilles adanales ou postanales. Le spicule n'a pas de rainures transversales rugueuses et sa gaine n'est pas épineuse. La femelle n'a pas d'appendice vulvaire.

## Hôtes
Les espèces de ce genre parasitent le tube digestif de vertébrés à sang froid.

## Taxinomie
Le genre est décrit en 1963 par le parasitologiste brésilien J. Machado de Mendonça. Dans sa monographie de 2001 sur les nématodes de la super-famille des Trichinelloidea parasitant les animaux à sang froid, le parasitologiste tchèque František Moravec reconnaît les espèces suivantes :
sous-genre Paracapillaria (Crossicapillaria) Moravec, 2001
- Paracapillaria philippinensis (Chitwood, Velasquez & Saalazar, 1968)[4],[5]

sous-genre Paracapillaria (Ophidiocapillaria) Moravec, 1986
- Paracapillaria cesarpintoi (Freitas & Lent, 1934)[6]
- Paracapillaria congolensis Moravec, 1986[7]
- Paracapillaria huffmani Moravec, 2001[8]
- Paracapillaria kuntzi Moravec & Gibson, 1986[9]
- Paracapillaria longispicula (Sonsino, 1889)[10]
- Paracapillaria madagascariensis (Ghadirian, 1968)[11]
- Paracapillaria modiglianii (Parona, 1897)[12]
- Paracapillaria murinae (Travassos, 1914)[13]
- Paracapillaria najae De, 1998[14]
- Paracapillaria sonsinoi (Parona, 1897)[15]

sous-genre Paracapillaria (Paracapillaria) Mendonça, 1963
- Paracapillaria epinepheli Moravec, Mendoza-Franco & Vargas-Vásquez, 1996[16]
- Paracapillaria gastrica Moravec & Justine, 2020
- Paracapillaria gibsoni Moravec, 1987[17]
- Paracapillaria helenae (Layman, 1930)[18]
- Paracapillaria parophrysi (Moravec, Margolis & McDonald, 1981)[19]
- Paracapillaria piscicola (Travassos, Artigas & Pereira, 1963)[20]
- Paracapillaria plectroplites (Johnston & Mawson, 1940)[21]
- Paracapillaria rhamdiae Moravec, González-Solís & Vargas-Vásquez, 1995[22],[23]
- Paracapillaria sesokoensis Hasegawa, Williams & Bunkley-Williams, 1991[24]
- Paracapillaria spratti (Moravec & Sey, 1986)[25]
- Paracapillaria teixeirafreitasi (G. Caballero, 1971)[26]
- Paracapillaria xenentodoni De & Maity, 1994[27]